# Arc (Pearl Jam)
Arc è una canzone dei Pearl Jam contenuta nell'album Riot Act, del 2002. La canzone fu registrata come tributo dedicato alle nove persone che morirono durante lo show della band al Roskilde Festival, nel giugno del 2000.
La canzone fu creata sovrapponendo dieci tracce vocali registrate dal cantante Eddie Vedder, che è l'autore del brano.
Arc fu suonata da Vedder a nove concerti, uno per ogni vittima, durante la terza parte del Riot Act Tour. La canzone non è stata inclusa in nessuno dei bootleg ufficiali pubblicati dalla band dopo il tour, in segno di rispetto.
Successivamente Vedder ha interpretato Arc più volte durante la sua prima tournée da solista, nel 2008.